# Kinyongia boehmei
Kinyongia boehmei — вид ігуаноподібних ящірок родини хамелеонових (Chamaeleonidae). Ендемік Кенії. Вид названий на честь німецького герпетолога Вольфганга Бьома.

## Поширення і екологія
Kinyongia boehmei мешкають в горах Таїта на південному заході Прибережної провінції в Кенії. Вони живуть в кронах вологих гірських тропічних лісів і деградованих лісів. Зустрічаються на висоті від 1000 до 2000 м над рівнем моря. Відкладають яйця.

## Збереження
МСОП класифікує стан збереження цього виду як близький до загрозливого. Kinyongia boehmei загрожує знищення природного середовища.